# Ryszard Bialik
Ryszard Bialik (ur. 2 stycznia 1951 w Krynicy-Zdroju) – polski hokeista, trener i działacz hokejowy.
Ojciec sędzi hokeja na lodzie Katarzyny Zygmunt, teść panczenisty Pawła Zygmunta i dziadek hokeisty Pawła.

## Kariera
- GKS Katowice (1970/1971)
- KTH Krynica (1972-1974, 1977-1978)
- GKS Tychy (1979-1980)
- Piast Tychy (1980-1981)
- KTH-Legia Krynica (1985-1986)

W latach 90. był trenerem w Cracovii. W 2020 był wiceprezesem KTH Krynica. Później został trenerem Infinitas KH KTH Krynica w II lidze.